# Академическая гребля на летних Олимпийских играх 1996 — двойки (мужчины)
Соревнования среди двоек распашных без рулевого по академической гребле среди мужчин на летних Олимпийских играх 1996 прошли с 21 по 27 июля на озере Ланьер, Гейнсвилл, штат Джорджия. В соревновании приняли участие 36 спортсменов из 18 стран. Действующие олимпийские чемпионы британцы Стив Редгрейв и Мэтью Пинсент принимали участие в Играх 1996 года и успешно защитили свой титул. Редгрейв стал первым в истории четырёхкратным чемпионом Олимпийских игр в академической гребле, а также первым, кому трижды удалось выиграть золото в двойках распашных.
Серебряные награды завоевали австралийцы Давид Уэйтман и Роберт Скотт, а обладателями бронзовых наград стали французы Мишель Андрьё и Жан-Кристоф Роллан.

## Призёры
| Золото                                          | Серебро                                  | Бронза                                       |
| Великобритания · Стив Редгрейв · Мэттью Пинсент | Австралия · Давид Уэйтман · Роберт Скотт | Франция · Мишель Андрьё · Жан-Кристоф Роллан |

## Рекорды
До начала летних Олимпийских игр 1996 года лучшее мировое и олимпийское время были следующими:
| Мировой рекорд     | Великобритания                                | 6:18,40 | Люцерн    | 17 июля 1994   |
| Олимпийский рекорд | Великобритания · Стив Редгрейв, Мэтью Пинсент | 6:27,72 | Барселона | 1 августа 1992 |

В финальном заезде британцы Стив Редгрейв и Мэтью Пинсент установили новое лучшее олимпийское время — 6:20,09.

## Расписание
| Дата            | Раунд                  |
| --------------- | ---------------------- |
| 21 июля         | Предварительные заезды |
| 23 июля         | Отборочные заезды      |
| 25 июля         | Полуфиналы             |
| 26 июля 27 июля | Финалы                 |

## Результаты

### Предварительный этап
Победители каждого заезда напрямую проходили в полуфинал соревнований. Все остальные спортсмены попадали в утешительные заезды, где были разыграны ещё девять мест в полуфиналах.

#### Заезд 1
| Место | Спортсмены                       | Страна         | Время   | Отставание | Примечания |
| ----- | -------------------------------- | -------------- | ------- | ---------- | ---------- |
| 1     | Мишель Андрьё Жан-Кристоф Роллан | Франция        | 6:35,75 | +0,00      | SF         |
| 2     | Марко Пенна Вальтер Боттега      | Италия         | 6:39,34 | +3,59      | R          |
| 3     | Дейв Шапер Тони Данлоп           | Новая Зеландия | 6:42,15 | +6,40      | R          |
| 4     | Люк Гуари Яак ван Дриссе         | Бельгия        | 6:43,83 | +8,08      | R          |
| 5     | Юозас Багдонас Эйнюс Петкус      | Литва          | 6:45,92 | +10,17     | R          |
| 6     | Андреас Надер Херман Баэур       | Австрия        | 6:46,18 | +10,43     | R          |

#### Заезд 2
| Место | Спортсмены                              | Страна         | Время   | Отставание | Примечания |
| ----- | --------------------------------------- | -------------- | ------- | ---------- | ---------- |
| 1     | Стив Редгрейв Мэттью Пинсент            | Великобритания | 6:50,04 | +0,00      | SF         |
| 2     | Марко Банович Нинослав Сарага           | Хорватия       | 6:54,05 | +4,01      | R          |
| 3     | Карлос Палавечино Вальтер Балунек       | Аргентина      | 6:56,03 | +5,99      | R          |
| 4     | Маттиас Унгемах Колин фон Эттингсхаузен | Германия       | 6:57,78 | +7,74      | R          |
| 5     | Шорс ван Иварден Кай Компагнер          | Нидерланды     | 7:00,45 | +10,41     | R          |
| 6     | Грегори Бейн Джон Калли                 | ЮАР            | 7:01,05 | +11,01     | R          |

#### Заезд 3
| Место | Спортсмены                         | Страна    | Время   | Отставание | Примечания |
| ----- | ---------------------------------- | --------- | ------- | ---------- | ---------- |
| 1     | Давид Уэйтман Роберт Скотт         | Австралия | 6:46,12 | +0,00      | SF         |
| 2     | Майкл Питерсон Адам Холланд        | США       | 6:53,95 | +7,83      | R          |
| 3     | Орлин Нинов Николай Колев          | Болгария  | 6:56,09 | +9,97      | R          |
| 4     | Дмитрий Плечистик Дмитрий Мирончик | Беларусь  | 6:57,57 | +11,45     | R          |
| 5     | Аттила Рац Николаэ Спырку          | Румыния   | 6:57,77 | +11,65     | R          |
| 6     | Такэси Кодама Кадзухито Курата     | Япония    | 7:06,56 | +20,44     | R          |

### Отборочный этап
Первые три экипажа проходят в полуфинал соревнований. Остальные гребцы отправляются в финал C, где разыгрывают места с 13-го по 18-е.

#### Заезд 1
| Место | Спортсмены                         | Страна    | Время   | Отставание | Примечания |
| ----- | ---------------------------------- | --------- | ------- | ---------- | ---------- |
| 1     | Марко Пенна Вальтер Боттега        | Италия    | 7:10,25 | +0,00      | SF         |
| 2     | Юозас Багдонас Эйнюс Петкус        | Литва     | 7:10,47 | +0,22      | SF         |
| 3     | Карлос Палавечино Вальтер Балунек  | Аргентина | 7:10,57 | +0,32      | SF         |
| 4     | Грегори Бейн Джон Калли            | ЮАР       | 7:11,14 | +0,89      | FC         |
| 5     | Дмитрий Плечистик Дмитрий Мирончик | Беларусь  | 7:12,14 | +1,89      | FC         |

#### Заезд 2
| Место | Спортсмены                     | Страна     | Время   | Отставание | Примечания |
| ----- | ------------------------------ | ---------- | ------- | ---------- | ---------- |
| 1     | Марко Банович Нинослав Сарага  | Хорватия   | 7:05,81 | +0,00      | SF         |
| 2     | Люк Гуари Яак ван Дриссе       | Бельгия    | 7:06,76 | +0,95      | SF         |
| 3     | Орлин Нинов Николай Колев      | Болгария   | 7:13,48 | +7,67      | SF         |
| 4     | Шорс ван Иварден Кай Компагнер | Нидерланды | 7:24,17 | +18,36     | FC         |
| 5     | Такэси Кодама Кадзухито Курата | Япония     | 7:36,68 | +30,87     | FC         |

#### Заезд 3
| Место | Спортсмены                              | Страна         | Время   | Отставание | Примечания |
| ----- | --------------------------------------- | -------------- | ------- | ---------- | ---------- |
| 1     | Майкл Питерсон Адам Холланд             | США            | 7:02,13 | +0,00      | SF         |
| 2     | Андреас Надер Херман Баэур              | Австрия        | 7:03,86 | +1,73      | SF         |
| 3     | Дейв Шапер Тони Данлоп                  | Новая Зеландия | 7:04,40 | +2,27      | SF         |
| 4     | Аттила Рац Николаэ Спырку               | Румыния        | 7:07,96 | +5,83      | FC         |
| 5     | Маттиас Унгемах Колин фон Эттингсхаузен | Германия       | 7:11,67 | +9,54      | FC         |

### Полуфиналы
Первые три экипажа из каждого заезда проходили в финал соревнований. Все остальные спортсмены попадали в финал B, где разыгрывали места с 7-го по 12-е.

#### Заезд 1
| Место | Спортсмены                       | Страна    | Время   | Отставание | Примечания |
| ----- | -------------------------------- | --------- | ------- | ---------- | ---------- |
| 1     | Давид Уэйтман Роберт Скотт       | Австралия | 6:46,43 | +0,00      | FA         |
| 2     | Мишель Андрьё Жан-Кристоф Роллан | Франция   | 6:49,15 | +2,72      | FA         |
| 3     | Марко Банович Нинослав Сарага    | Хорватия  | 6:55,89 | +9,46      | FA         |
| 4     | Андреас Надер Херман Баэур       | Австрия   | 6:57,44 | +11,01     | FB         |
| 5     | Юозас Багдонас Эйнюс Петкус      | Литва     | 6:57,75 | +11,32     | FB         |
| 6     | Орлин Нинов Николай Колев        | Болгария  | 7:00,12 | +13,69     | FB         |

#### Заезд 2
| Место | Спортсмены                        | Страна         | Время   | Отставание | Примечания |
| ----- | --------------------------------- | -------------- | ------- | ---------- | ---------- |
| 1     | Стив Редгрейв Мэттью Пинсент      | Великобритания | 6:50,30 | +0,00      | FA         |
| 2     | Дейв Шапер Тони Данлоп            | Новая Зеландия | 6:51,64 | +1,34      | FA         |
| 3     | Марко Пенна Вальтер Боттега       | Италия         | 6:52,32 | +2,02      | FA         |
| 4     | Майкл Питерсон Адам Холланд       | США            | 6:52,92 | +2,62      | FB         |
| 5     | Люк Гуари Яак ван Дриссе          | Бельгия        | 6:55,84 | +5,54      | FB         |
| 6     | Карлос Палавечино Вальтер Балунек | Аргентина      | 7:14,59 | +24,29     | FB         |

### Финалы

#### Финал C
| Место | Спортсмен                               | Страна     | Время   | Отставание | Итоговое место |
| ----- | --------------------------------------- | ---------- | ------- | ---------- | -------------- |
| 1     | Аттила Рац Николаэ Спырку               | Румыния    | 7:01,94 | +0,00      | 13             |
| 2     | Дмитрий Плечистик Дмитрий Мирончик      | Беларусь   | 7:03,31 | +1,37      | 14             |
| 3     | Маттиас Унгемах Колин фон Эттингсхаузен | Германия   | 7:06,88 | +4,94      | 15             |
| 4     | Грегори Бейн Джон Калли                 | ЮАР        | 7:09,91 | +7,97      | 16             |
| 5     | Шорс ван Иварден Кай Компагнер          | Нидерланды | 7:10,43 | +8,49      | 17             |
| 6     | Такэси Кодама Кадзухито Курата          | Япония     | 7:21,31 | +19,37     | 18             |

#### Финал B
| Место | Спортсмен                         | Страна    | Время   | Отставание | Итоговое место |
| ----- | --------------------------------- | --------- | ------- | ---------- | -------------- |
| 1     | Майкл Питерсон Адам Холланд       | США       | 6:33,81 | +0,00      | 7              |
| 2     | Люк Гуари Яак ван Дриссе          | Бельгия   | 6:34,46 | +0,65      | 8              |
| 3     | Орлин Нинов Николай Колев         | Болгария  | 6:35,71 | +1,90      | 9              |
| 4     | Юозас Багдонас Эйнюс Петкус       | Литва     | 6:38,12 | +4,31      | 10             |
| 5     | Андреас Надер Херман Баэур        | Австрия   | 6:38,60 | +4,79      | 11             |
| 6     | Карлос Палавечино Вальтер Балунек | Аргентина | 6:49,34 | +15,53     | 12             |

#### Финал A
До начала соревнований главными фаворитами олимпийского турнира являлись действующие чемпионы британцы Стива Редгрейва и Мэтью Пинсента, которые также выиграли четыре последних чемпионата мира. С самого старта решающего заезда вперёд вырвались три лодки. Помимо британцев борьбу за победу вели австралийцы Давид Уэйтман / Роберт Скотт и французы Мишель Андрьё / Жан-Кристоф Роллан. По ходу гонки Редгрейв и Пинсент начали создавать отрыв от соперников и за 500 метров до финиша опережали сборную Австралии на 2,41 с., а Франции на 3,82. Все остальные гребцы проигрывали лидерам более 5 секунд. На заключительном отрезке британцы чуть сбавили темп, позволил соперникам немного сократить отставание, однако созданного ранее задела хватило на то, чтобы в очередной раз выиграть золото Олимпийских игр. Австралийские спортсмены пришли к финишу вторыми, а французы третьими.
| Место | Спортсмен                        | Страна         | Время      | Отставание |
| ----- | -------------------------------- | -------------- | ---------- | ---------- |
| 1     | Стив Редгрейв Мэттью Пинсент     | Великобритания | 6:20,09 OB | +0,00      |
| 2     | Давид Уэйтман Роберт Скотт       | Австралия      | 6:21,02    | +0,93      |
| 3     | Мишель Андрьё Жан-Кристоф Роллан | Франция        | 6:22,15    | +2,06      |
| 4     | Марко Пенна Вальтер Боттега      | Италия         | 6:28,61    | +8,52      |
| 5     | Дейв Шапер Тони Данлоп           | Новая Зеландия | 6:29,24    | +9,15      |
| 6     | Марко Банович Нинослав Сарага    | Хорватия       | 6:30,48    | +10,39     |